# NGC 3991
NGC 3991 (другие обозначения — UGC 6933, IRAS11549+3237, MCG 6-26-60, KCPG 311A, ZWG 186.73, HARO 5, ARP 313, VV 523, KUG 1154+326, PGC 37613) — галактика в созвездии Большая Медведица.
Этот объект входит в число перечисленных в оригинальной редакции «Нового общего каталога».
Галактика NGC 3991 входит в состав группы галактик NGC 3995. Помимо NGC 3991 в группу также входят ещё 10 галактик.